# Jakob Friedrich Ehrhart
Jakob Friedrich Ehrhart est un botaniste et pharmacien allemand d'origine suisse, né le 4 novembre 1742 à Holderbank (Argovie) et mort le 26 juin 1795 à Herrenhausen, près de Hanovre.

## Biographie
Il est le fils de Johannes Ehrhart et de Magdalena née Wild. Après des études de pharmacie, il travaille pour Johann Gerhard Reinhard Andreae (1724-1793) à Hanovre en 1770. Après avoir passé plusieurs années à Stockholm et à Uppsala, où il étudie auprès de Carl von Linné, il revient à Hanovre en 1776. Il obtient un contrat pour étudier la flore de la région de Hanovre, ce qu’il fait de 1780 à 1783. Botaniste attitré de l'Électorat de Brunswick-Lunebourg, il reçoit la direction des célèbres Jardins royaux de Herrenhausen.

## Œuvre
Il est notamment l’auteur de :
- Chloris hanoverana (1776), Supplementum systematis vegetabilium, generum et specierum plantarum (1781)
- Beiträge zur Naturkunde, und den damit verwandten Wissenschaften, besonders der Botanik, Chemie, Haus- und Landwirthschaft, Arzneigelahrtheit und Apothekerkunst, sept volumes (1787 à 1792).

Il contribue à importer en Allemagne le système de Carl von Linné (1707-1778).
Carl Peter Thunberg (1743-1828) lui dédie en 1779 le genre Ehrharta de la famille des Poaceae.